# Acmaeops
Acmaeops är ett släkte av skalbaggar som beskrevs av Leconte 1850. Acmaeops ingår i familjen långhorningar.

## Arter
- Acmaeops discoideus (Haldeman, 1847)
- Acmaeops proteus (Kirby in Richardson, 1837)
- Acmaeops brachyptera
- Acmaeops discoidea
- Acmaeops marginata (Kantad kulhalsbock)
- Acmaeops pratensis (Gul kulhalsbock)
- Acmaeops septentrionis (Korthårig kulhalsbock)
- Acmaeops smaragdula (Grön kulhalsbock)